# Гран-при Риги
Гран-при Риги (англ. Riga Grand Prix) — шоссейная однодневная велогонка, проходившая по территории Латвии с 2006 по 2013 год.

## История
Гонка была создана в 2006 году в рамках "Рижского веломарафона", который ведёт свою историю с 1983 года. Она сразу вошла в календарь Европейского тура UCI, получив категорию 1.2.
С 2009 по 2011 год гонка проводилась в рамках национального календаря. В 2012 году снова вернулась в календарь Европейского тура UCI на два сезона.
В первые годы проведения маршрут начинался в Риге, далее следовал в сторону Сигулды и возвращалась обратно в Ригу. В 2013 году гонка прошла накануне Гран-при Юрмалы под названием Гран-при Риги — Юрмалы, что повлияло и на её маршрут. Гонщики стартовали в Риге, далее следовали через Смарде в район Радзиньциемс где совершили два круга по маршруту Клапкалнциемс — Апшуциемс — Милзкалне, а затем по побережью вдоль Рижского залива вернулись обратно в Юрмалу где располагался финиш в районе концертного зала Дзинтари.

## Призёры
| Год  | Победитель        | Второй            | Третий            |
| ---- | ----------------- | ----------------- | ----------------- |
| 2006 | Сергей Колесников | Алексей Сарамотин | Василий Кириенко  |
| 2007 | Гатис Смукулис    | Алексей Сарамотин | Танел Кангерт     |
| 2008 | Нормунд Ласис     | Эрки Пютсеп       | Алексей Сарамотин |
| 2009 | Херберт Пуданс    | Стен Савр         | Виталий Корнилов  |
| 2010 | Том Скуйиньш      | Рейо Пум          | Андрис Смирновс   |
| 2011 | Андрис Восекалнс  | Виестурс Луксевич | Валдис Жогота     |
| 2012 | Анджс Флаксис     | Эрки Пютсеп       | Рене Мандри       |
| 2013 | Франческо Чиччи   | Марко Бенфатто    | Мартин Лаас       |